# Leonie Köster
Leonie Sophie Köster (* 6. April 2001 in München) ist eine deutsche Fußballspielerin. Seit Januar 2025 ist sie Vertragsspielerin des Zweitligisten 1. FC Union Berlin.

## Karriere
Köster spielte in der Jugend für die B-Juniorinnen des FC Bayern München. Mit der Mannschaft wurde sie 2017 Deutscher Meister. Sie spielte im Finale gegen 1. FFC Turbine Potsdam, das mit 2:1 gewonnen wurde.
Ab 2017 spielte sie für die zweite Mannschaft in der 2. Bundesliga, mit der sie 2019 die Zweitligameisterschaft gewann.
Zur Saison 2020/21 wechselte sie zu Eintracht Frankfurt und schloss einen Vertrag bis Sommer 2022 ab. Ihr Debüt gab sie in der Frauen-Bundesliga für Frankfurt am 13. September 2020, als sie beim 3:1-Auswärtssieg gegen die SGS Essen in der Nachspielzeit für Sandrine Mauron eingewechselt wurde. Ende Juni 2023 kündigte Köster vorzeitig ihren bis 2024 verlängerten Vertrag und unterschrieb einen Zweijahresvertrag beim FC Basel für die kommende Saison.

## Erfolge und Auszeichnungen
FC Bayern München
- Deutsche B-Juniorinnen-Meisterin: 2017
- Deutsche Zweitligameisterin: 2019

1. FC Union Berlin
- Deutsche Zweitligameisterin: 2025

Nationalmannschaft
- U17-Vize-Europameisterin: 2018
- U19-Vize-Europameisterin: 2019